# 元江猪屎豆
元江猪屎豆（学名：Crotalaria yuanjiangensis），为豆科猪屎豆属下的一个植物种。